# 황비홍 일대종사
황비홍 일사종대(黃飛鴻一代宗師)는 청년 황비홍의 민족 의식과 인간적 갈등을 다룬 1992년 홍콩 영화로, 장선홍이 감독하였다.

## 출연진
- 전가락
- 임정영
- 오설문

## 제작진
- 제작사 : 위군전영전시유한공사
- 감독 : 장선홍, 이침

## 같이 보기
- 황비홍